# ChaO，我代表人類跟人魚結婚了
《ChaO，我代表人類跟人魚結婚了》（日語：ChaO）是一部於2025年上映的日本動畫電影。由STUDIO 4℃製作，青木康浩執導。該片於2025年6月9日於法國安錫國際動畫影展首映並榮獲評審團大獎。

## 登場角色
- 史蒂芬：鈴鹿央士[4]
- ChaO：山田杏奈
- 希社長（シー社長）：山里亮太[5]
- 麥貝（マイベイ）：宍戶卡芙卡
- 羅貝爾塔（ロベルタ）：梅原裕一郎
- 尼普頓國王（ネプトゥーヌス国王）：三宅健太
- 朱諾（ジュノー）：太田駿靜
- 總編輯（編集長）：土屋安娜
- 奧梅德大使（オメデ大使）：川島邦裕
- 史蒂芬之父：岡野友佑
- 史蒂芬之母：弘美

## 製作
該片總作畫張數超過10萬張。人設兼總作監的小島大和特別使用傳統鉛筆作畫，此舉是受同為STUDIO 4℃製作的《海獸之子》所啟發。

### 製作人員
- 導演：青木康浩
- 製作人：田中瑛子
- 角色設計．總作畫監督：小島大和
- 演出：古屋勝悟
- 美術監督：瀧口比呂志[7]
- 色彩設計：成毛久美子
- 音樂：村松崇繼
- 攝影監督：中島隆紀
- 音響導演：笠松廣司
- 動畫公司：STUDIO 4℃
- 電影主題曲：倖田來未〈ChaO!〉[8][9]
- 電影插入曲：山田杏奈〈あなたのために〉[10]

## 發行
《ChaO》在2025年6月9日於法國安錫國際動畫影展首映並榮獲評審團大獎。該片定於2025年8月15日在日本院線上映，由東映發行。 CATCHPLAY已取得在台灣的發行權，預計8月22日在台上映。

## 外部連結
- 《ChaO》電影官方網站 （日語）